# 1058
Năm 1058 trong lịch Julius.